# Mustapha Yatabaré
Mustapha Yatabaré (Beauvais, 26 de janeiro de 1986) é um futebolista profissional francês que atua como atacante.

## Carreira
Mustapha Yatabaré representou o elenco da Seleção Malinesa de Futebol no Campeonato Africano das Nações de 2017.

## Títulos
Mali
- Campeonato Africano das Nações: 2012 - 2º Lugar